# 5228 Máca
5228 Máca eller 1986 VT är en asteroid i huvudbältet som upptäcktes den 3 november 1986 av den tjeckiske astronomen Zdeňka Vávrová vid Kleť-observatoriet. Den är uppkallad efter Jan Máca, vän till upptäckaren.
Asteroiden har en diameter på ungefär 13 kilometer och den tillhör asteroidgruppen Themis.